# 大人たばこ養成講座
大人たばこ養成講座（おとなたばこようせいこうざ）とは、日本たばこ産業 (JT)が週刊誌に掲載している広告と単行本化した書籍。開始当初は単に文章が書かれているだけだったが、その20・結婚披露宴でのお作法からは寄藤文平の挿絵がつく様になり、同時に現在の見開きとなった。

## 単行本
美術出版社によって単行本化がなされている
- 大人たばこ養成講座（2002年12月25日初版発行 ISBN 978-4568502572）
- 大人たばこ養成講座2（2005年3月31日初版発行 ISBN 978-4568502756）

2巻とも、巻末に書き下ろしとして補習とアダルトたばこ養成講座が掲載されている。

## 夕刊大人たばこ養成講座
大人たばこ養成講座の姉妹版として2004年4月から1年間、毎月第4金曜日に夕刊フジと日刊ゲンダイに掲載。ここでは養成講座にも登場する島部長が主人公。最終回『彼、島部長が出世した』を除き、『大人たばこ養成講座2』に収録されている（養成講座2では『転職のお作法』が書き下ろしで掲載されている）。

## 登場人物図鑑&今回のひとこと
ともに単行本と公式サイトに掲載。『今回の・・・』については、単行本では簡単なコメントが加えられている。

## 豆知識
- 主人公、オサ ホウサク（本名・小作方策）を始めこの連載には語呂合わせになっている人物が多く登場している（因みにオサ ホウサクという名前はお作法からきている）。
- 島部長は一時期、チベットに転勤したことがある（その後復帰）。